# Gottorper Ordinationseid
Der Gottorper Ordinationseid von 1574 wurde vom Superintendenten Paul von Eitzen als neuer Diensteid für alle ihm im Bereich der Gottorper Landeskirche unterstellten Geistlichen formuliert und eingeführt.

## Inhalt
Obwohl es sich formal um einen Amtseid handelt, der ebenso neuen Predigern abverlangt wurde wie auch jenen, die zum Zeitpunkt seiner Einführung lediglich einen herkömmlichen Amtseid geleistet hatten, ist der Gottorper Ordinationseid inhaltlich eher eine kirchliche Lehrschrift, die vor allem Eitzens Auffassung von der reinen Lehre in seinem Einflussbereich zementieren sollte und insbesondere gegen calvinistische Strömungen gerichtet war.
Tatsächlich fehlen der Schwurformel an sich zu erwartende Versprechen, etwa das der Amtstreue oder eines sittlichen Lebenswandels. Stattdessen werden zum einen die Abendmahlslehre und Christologie detailliert vorgeschrieben, also die wichtigsten Punkte, in denen der Calvinismus vom Luthertum abwich. Zum anderen wird den Predigern nicht nur die Ablehnung, sondern sogar ausdrücklich Hass auf abweichende Lehren abverlangt:

„[…] Zum sechsten und besonderen, dass ich die Wiedertäufer, Sakramentschwärmer, Karlstadianer, Zwinglianer, Calvinisten, Bezaisten, oder wie sie nun oder in zukünftigen Zeiten genannt werden mögen, gotteslästerliche Lehre gegen die Nötigkiet und Kraft der heiligen Taufe und gegen die wahre Gegenwärtigkeit, Austeilung und Empfängnis des wahrhaftigen wesentlichen Leibes und Blutes Jesu Christi im heiligen Abendmahl, […] für unrecht, falsch, lügenhaft und verführerisch halte und mit wahrhaftigem Eifer hasse, verwerfe und verdamme […]“

Neben der Bibel „in allen Punkten, Artikeln und Worten“ werden ferner das Augsburger Bekenntnis, deren Apologie, die Schmalkaldischen Artikel und Martin Luthers Katechismen als „einzuhalten und wahrhaftig zu glauben“ beschworen.
Der Eid steht damit im Gegensatz zu der dem Melanchthonschüler Eitzen ansonsten gerne unterstellten Milde.

## Geltungsdauer
Der Ordinationseid wurde erstmals  am 15. September 1574 auf der geistlichen Synode in Garding veröffentlicht und blieb in dieser (bzw. der später von Eitzens Nachfolger Jakob Fabricius ergänzten) Form bis mindestens 1685 im Bereich der gottorpschen Landeskirche verbindlich und ersetzte die dort nicht offiziell eingeführte Konkordienformel. Im Jahre 1607 schaffte Herzog Johann Adolf den Eid im Rahmen „kryptocalvinistischer“ Maßnahmen vorübergehend ab, durch die lutherische Reaktion wurde er jedoch wieder eingeführt.